# Cisteller cuabarrat
El cisteller cuabarrat (Asthenes maculicauda) és una espècie d'ocell de la família dels furnàrids (Furnariidae).

## Hàbitat i distribució
Habita zones arbustives i vessants rocoses, localment als Andes del sud-est de Perú, oest de Bolívia i nord-oest de l'Argentina.